# 九曜

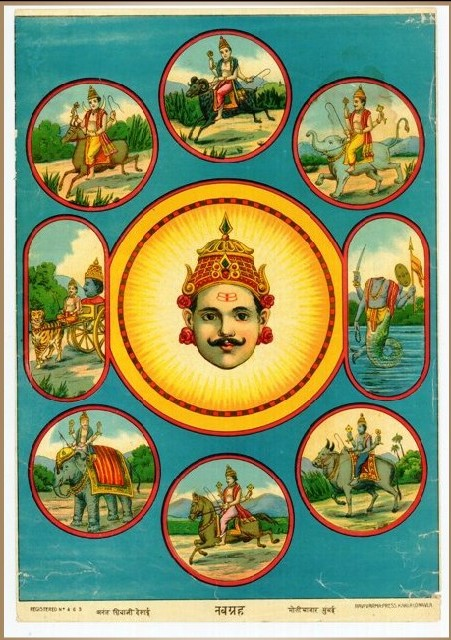
九曜神 ラヴィ・ヴァルマ画

九曜（くよう）とは、インド天文学やインド占星術が扱う9つの天体とそれらを神格化した神である。中国へは『宿曜経』などにより漢訳された。
サンスクリットではナヴァグラハ (नवग्रह, navagraha) で、「9つの惑星」という意味である（実際は惑星以外も含む）。部分的に訳して9グラハとも言う。
繁栄や収穫、健康に大きな影響を与えるとされた。東アジアでは宿曜道や陰陽道などの星による占いで使う。
九曜のうち七曜は実在する天体で、残りの2つも古代インドでは実在すると考えられた天体である。同じ陰陽道の九星は名前は似ているが実在に拠らない抽象概念で、大きく異なる。

## 一覧
| 神の種類 | Surya    | Candra     | Anggaraka | Budha | Wrehaspati     | Sukra    | Sani   | Rahu   | Ketu     |
| 神の種類 | スーリヤ | チャンドラ | マンガラ  | ブダ  | ブリハスパティ | シュクラ | シャニ | ラーフ | ケートゥ |

| 神                          | 梵字        | 英字 （）内は簡易表記                     | 音写              | 意訳   | 天体       | 色       | 宝石               | 性   | 元素     | 方位 | 季節 | 曜日   | 身体 | 金属 | 穀物         |
| --------------------------- | ----------- | ----------------------------------------- | ----------------- | ------ | ---------- | -------- | ------------------ | ---- | -------- | ---- | ---- | ------ | ---- | ---- | ------------ |
| スーリヤ / アーディッテャ   | सूर्य / आदित्य  | Sūrya (Surya) / Āditya (Aditya)           | 蘇利耶 / 阿儞底耶 | 日曜星 | 太陽       | 金       | ルビー             | 男   | 火       | 東   | 夏   | 日曜日 | 骨   | 金   | 小麦         |
| チャンドラ / ソーマ         | चंद्र / सोम    | Candra (Chandra) / Soma                   | 戦捺羅 / 蘇摩     | 月曜星 | 月         | 銀       | 真珠               | 男   | 水       | 西北 | 冬   | 月曜日 | 血   | 銀   | 稲           |
| マンガラ / アンガーラカ     | मंगल / अङ्गारक | Maṅgala (Mangala) / Aṅgāraka (Angaraka)   | 盎哦囉迦          | 火曜星 | 火星       | 赤       | 珊瑚               | 男   | 火       | 南   | 夏   | 火曜日 | 骨髄 | 銅   | キマメ       |
| ブダ                        | बुध          | Budha                                     | 部陀              | 水曜星 | 水星       | 緑       | エメラルド         | 男   | 土       | 北   | 秋   | 水曜日 | 皮膚 | 亜鉛 | 緑豆         |
| ブリハスパティ              | बृहस्पति       | Bṛhaspati (Brihaspati)                    | 勿哩訶娑跛底      | 木曜星 | 木星       | 黄       | イエローサファイア | 男   | エーテル | 東北 | 冬   | 木曜日 | 大脳 | 金   | 雛豆         |
| シュクラ                    | शुक्र         | Śukra (Shukra)                            | 戌羯羅            | 金曜星 | 金星       | 白、 黄  | ダイヤモンド       | 女   | 水       | 東南 | 春   | 金曜日 | 精液 | 銀   | サヤインゲン |
| シャニ / シャナイシュチャラ | शनि / शनैश्चर  | Śani (Shani) / Śanaiścara (Shanaishchara) | 賒乃以室折囉      | 土曜星 | 土星       | 黒、 青  | ブルーサファイア   | 両性 | 空気     | 西   | 四季 | 土曜日 | 筋肉 | 鉄   | ゴマ         |
| ラーフ                      | राहु          | Rāhu (Rahu)                               | 羅睺（らごう）    | 羅睺星 | 月の昇交点 | 藍       | ゴメーダ           | 男   | 空気     | 西南 | -    | 土曜日 | 頭   | スズ | 黒レンズ豆   |
| ケートゥ                    | केतु          | Ketu                                      | 計都（けいと）    | 計都星 | 月の降交点 | 鈍い灰色 | 猫目石             | 両性 | 土       | -    | -    | 火曜日 | 皮膚 | 水銀 | ホースグラム |

漢名の「星」の読みは、呉音で「しょう」、漢音で「せい」となる。
チャンドラとソーマは異なる神だが、月神としては同一視される。
一部の経典などではケートゥについて、月の遠地点、彗星や流星という異説を取る。
| 九曜像（大英博物館蔵）。左からスーリヤ、チャンドラ、マンガラ、ブダ、ブリハスパティ、シュクラ、シャニ、ラーフ、ケートゥ。 |  | 九曜像（大英博物館蔵）。左からスーリヤ、チャンドラ、マンガラ、ブダ、ブリハスパティ、シュクラ、シャニ、ラーフ、ケートゥ。 |
| 九曜像（大英博物館蔵）。左からスーリヤ、チャンドラ、マンガラ、ブダ、ブリハスパティ、シュクラ、シャニ、ラーフ、ケートゥ。 |  | |

## インド神話
これらの多くがインド神話に登場する。

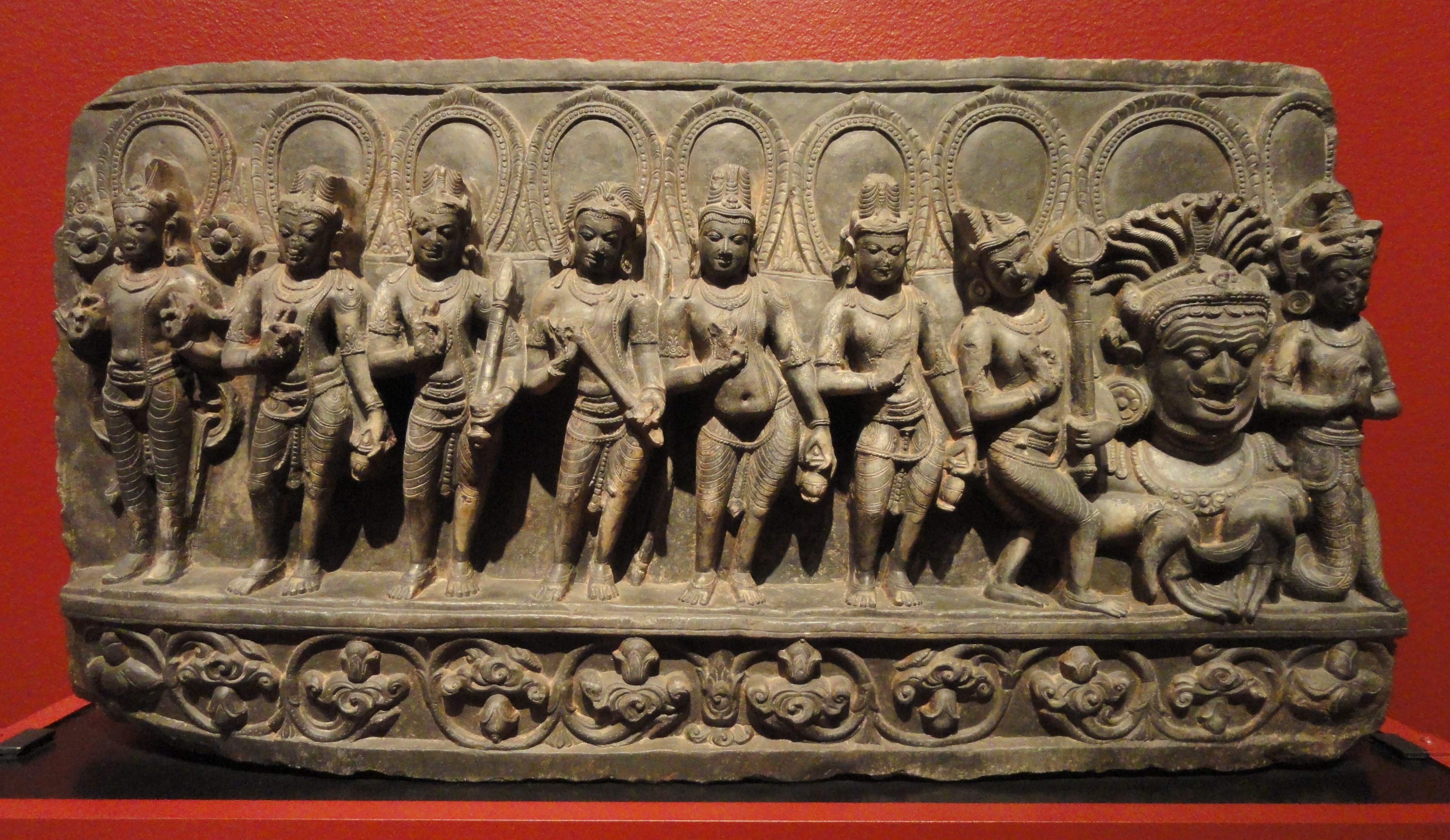
九曜神（インド・10世紀）

スーリヤ、ソーマ、ブリハスパティは『リグ・ヴェーダ』をはじめ多くの聖典にみられる。
またブダはイダー（イダが呪いで女性化した人物、イラ、イラーとも）との間に、ウルヴァシーとの恋愛物語で知られるプルーラヴァスをもうけた。

## ラーフとケートゥ
月の交点（黄道と白道の交点）のうち昇交点がラーフ、降交点がケートゥである。シャニ、ラーフ、ケートゥは凶兆の星とされ、南インドの寺院ではよく祀られた。
月の交点は、日食と月食の食に深く関係する。そのため神話化されインド神話のバラモン教の聖典「ヴェーダ」では、乳海攪拌の時不老不死の霊薬であるアムリタを盗み飲んだがスーリヤ（太陽神）とチャンドラ（月神）の告げ口でヴィシュヌのチャクラムで首を切られたアスラであった。アムリタを飲んだ首が不死のラーフ、胴体がケートゥという星となった。ラーフは太陽と月を飲み込むが胴体がないのですぐに太陽と月は現れてしまい、これが日食・月食になる。
ラーフ（羅睺）は転じて「障害をなすもの」の意味で、ラーフラ(Rāhula)（羅睺羅、らごら）として釈迦が息子に名づけたといわれる。

## 日本への影響
土曜（聖観音）、水曜（弥勒）、木曜（薬師）、火曜（虚空蔵）、金曜（阿弥陀）、月曜（勢至）、日曜（千手観音）、計都（釈迦）、羅睺（不動明王）の9つの星を「九曜曼荼羅」として信仰した。平安時代には交通安全に霊験があるとして車文に多く使用された。
羅睺星は平安時代の神仏習合の際、日食を引き起こしたスサノオと結び付けられ災いを引き起こす天体と考えられた。また、羅睺星を祭り上げる場合は黄幡神として道祖神のように奉られる。
ちなみに土曜から日曜は「七曜」（北斗七星）といい、また土曜から金曜の5星より五行説が表れたとされる。

### 家紋
家紋の「星紋」の図案ともなり、木曾氏をはじめ中央の星を八星が囲む九曜紋が満月の意味を持つ望月氏によって用いられた。ほか、『見聞諸家紋』には、千葉氏、荒尾氏、宿久氏、溝杭氏が載る。ほかに『寛政重修諸家譜』には青山氏、戸田氏、三宅氏、佐久間氏、伊達氏、相馬氏、細川氏、保科氏などが載る。
保科氏は「角九曜」で、同一族の会津松平家家臣の西郷氏（保科氏の分家）にも使用が許されている。細川氏は、延享4(1747)年の細川宗孝殺害事件以降に図案が変更され、「離れ九曜（細川九曜）」が用いられた（板倉勝該を参照）。伊達氏（仙台藩主家）は伊達政宗の代から用いる。宮城県のマスコットキャラクターの「むすび丸」の兜にも、九曜紋が描かれている。相馬氏（中村藩主家）の九曜は桓武平氏千葉氏族の流れであることと、妙見信仰に由来するものである。

九曜（くよう）
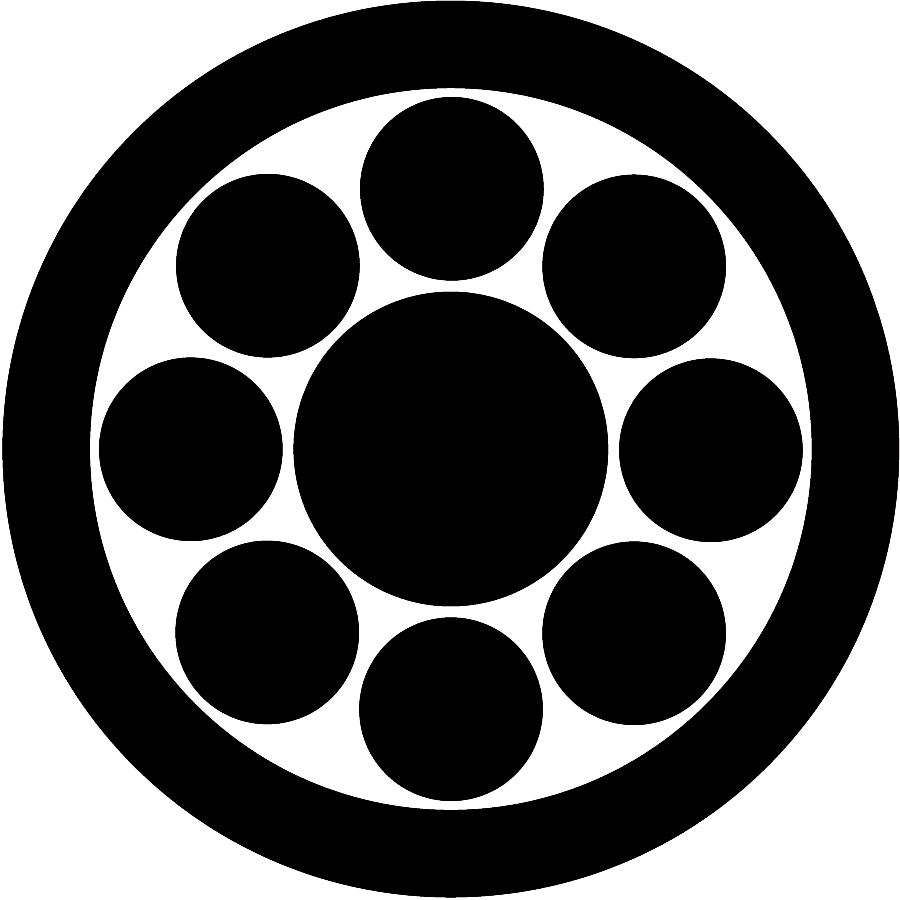
まるにくよう 丸に九曜
ほそかわくよう 細川九曜
くようともえ 九曜巴
かくくよう 角九曜